# La Giuditta (a 5 voces)
Oratorio para 5 solistas (SSATB), dos flautas, trompeta, trombones, cuerdas y bajo continuo con música de Alessandro Scarlatti y libreto del cardenal Pietro Ottoboni, estrenado en Roma en una representación privada en 1693.
Basado en el Libro de Judit, narra la historia de la heroína hebrea que liberó a la ciudad sitiada de Bethulia tras seducir y decapitar al general Holofernes.
Se conoce como La Giuditta di Napoli, para distinguirlo de otro oratorio de Alessandro Scarlatti con el mismo título, pero a 3 voces denominado La Giuditta di Cambridge.
Recientemente se ha descubierto otro manuscrito en la colección del Morristown National Historical Parkde Nueva Jersey. Este manuscrito parece ser el original y data del mismo año del estreno 1693, y es por tanto anterior al conservado en el Conservatorio di musica S. Pietro a Majella de Nápoles.

## La Giuditta (a 5 voces)
Oratorio a cique voci con stromenti, tromba, tromboni e due flauti (Roma 1693, Nápoles 1695)
| Giuditta  | soprano |
| Ozia      | soprano |
| Oloferne  | alto    |
| Capitano  | tenore  |
| Sacerdote | basso   |

### Parte Prima
- Sinfonia: Allegro - Grave
- Recitativo (Giuditta) - "Amici, e qual v'ingombra"
- Aria (Giuditta) - "Trombe guerriere"
- Recitativo (Giuditta, Ozia) - "Prencipe Ozia"
- Aria (Ozia) - "Se d'Amor fosse il cimento"
- Recitativo (Sacerdote, Giuditta, Ozia) - "Signor, mal soffre"
- Aria (Ozia) - "La speranza del mio seno"
- Recitativo (Sacerdote) - "Nell'estremo periglio"
- Aria (Sacerdote) - "Quel Nume clemente"
- Recitativo (Giuditta) - "Gia, gia s'avvicina"
- Aria (Giuditta) - "Ma so ben qual chiudo"
- Sinfonia bellica
- Aria (Oloferne) - "Lampi e tuoni"
- Sinfonia bellica (da capo)
- Recitativo (Oloferne, Capitano) - "Vedrà Bettulia"
- Aria (Capitano) - "Vincerai s'il Ciel vorrà"
- Recitativo (Oloferne, Capitano) - "Empio già ben"
- Aria (Oloferne) - "No, non dirai che vincero"
- Recitativo (Capitano) - "Vanne, superbo"
- Aria (Capitano) - "Della Patria io torno in seno"

### Parte Seconda
- Aria (Giuditta) - "Se di gigli e se di rose"
- Recitativo (Oloferne, Giuditta) - "Donna, non ti doler"
- Aria (Oloferne) - "Vanne, vanne pur"
- Recitativo (Sacerdote, Ozia) - "Prencipe, un huom straniero"
- Dueto (Ozia, Sacerdote) - "Son lieto, felice"
- Recitativo (Capitano, Ozia, Sacerdote) - "Signor, alle tue piante"
- Aria (Capitano) - "Del tiranno il teschio esangue"
- Recitativo (Ozia) - "Il dubitar è vano"
- Aria (Ozia) - "Se la gioia non m'uccide"
- Recitativo (Oloferne) - "Saggia fosti"
- Dueto (Giuditta, Oloferne) - "Mio conforto/Mia speranza"
- Recitativo e scena (Oloferne, Giuditta) - "Gran Donna"
- Recitativo (Oloferne, Giuditta) - "Troppo funesto"
- Recitativo (Oloferne, Giuditta) - "Non so per qual cagione"
- Aria (Giuditta) - "La tua destra, o sommo Dio"
- Recitativo (Giuditta) - "Ma, che più tardo"
- Recitativo (Sacerdote) - "Spunta già l'alba"
- Aria (Sacerdote) - "Traditor, con dolci acenti"
- Recitativo (Ozia) - "Purtroppo anch'io"
- Aria (Ozia) - "Addio, cara libertà"
- Recitativo (Capitano, Ozia) - "Signor, tua debol fede"
- Aria (Ozia) - "Sento che questo core"
- Recitativo (Sacerdote, Capitano, Ozia) - "Ozia, Duce, Bettulia, amici"
- Aria (Capitano) - "Sù, che tardi?"
- Recitativo (Ozia) - "Perdona, perdona, o Duce"
- Recitativo (Giuditta, Ozia) - "Prendi, calpesta"
- Finale: (tutti) - "Alle palme, alle gioie"
- Aria (Giuditta) - "Combattuta navicella"
- (tutti) - "Tanta verace fè giova"
- Aria (Ozia) - "Superata la costanza"
- (tutti) - "Opra sol di quel Dio"

Alessandro Scarlatti

## Manuscrito de Nápoles
- Manuscrito de Nápoles (enlace roto disponible en Internet Archive; véase el historial, la primera versión y la última).

## Grabaciones
- Alessandro Scarlatti: La Giuditta (a 5 voces). Orchestre de la Société des Concerts du Conservatoire de Paris, Roger Blanchard. HARMONIA MUNDI HOM 30575 (LP grabación de 1965)
- Alessandro Scarlatti: La Giuditta (a 5 voces). Capella Savaria, Nicholas McGegan. HUNGAROTON HCD 12910
- Alessandro Scarlatti: La Giuditta (a 5 voces). Le Parlement de Musique-Strasbourg, Martin Gester. AMBRONAY AMY 004